# Lefaga

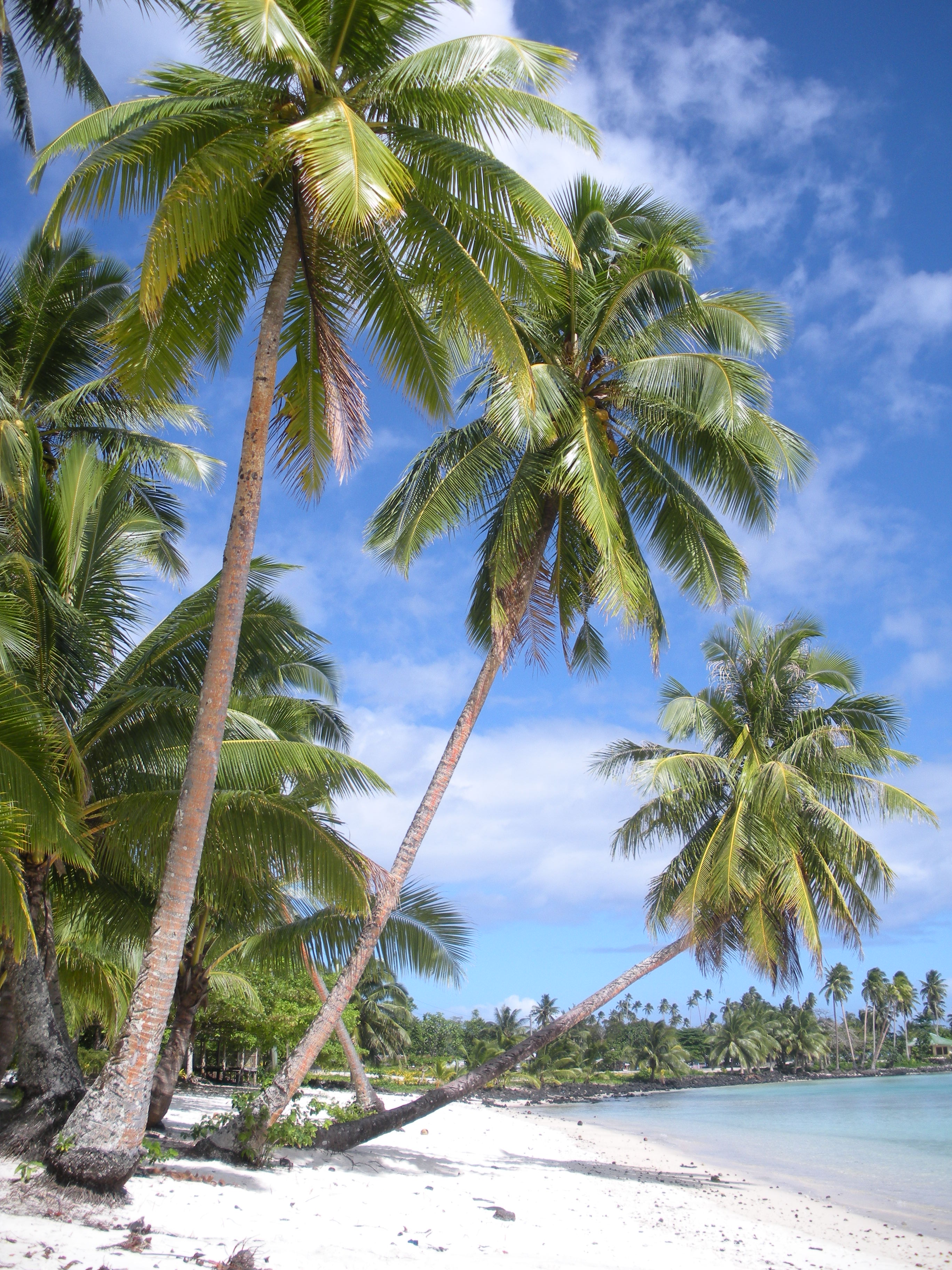
Return to Paradise beach, Lefaga 2009.

Lefaga ist ein Dörfer-Verbund an der Südwestküste von Upolu in Samoa. Die Gegend wurde berühmt durch den amerikanischen Film Return to Paradise (1953) mit Gary Cooper. Wichtige Szenen wurden in Matautu gedreht. Das 50-jährige Jubiläum des Films wurde in Lefaga im November 2003 gefeiert.
Zu dem Verbund gehören sieben Siedlungen, so genannte pito nuʻu:
- Safaʻatoa
- Matafaʻa
- Faleaseela
- Tafagamanu
- Savaia
- Gagaifo o le Vao
- Matautu (In Samoa gibt es mehrere Dörfer mit der Bezeichnung ‚Matautu‘.)

Lefaga war eine der Regionen, die 2009 im Erdbeben bei den Samoainseln und folgenden Tsunami zahlreiche Todesfälle und große Schäden erlitt.